# Oliver Smithies
Oliver Smithies (23. června 1925, Halifax, West Yorkshire, Anglie – 10. ledna 2017, Chapel Hill, Severní Karolína) byl americký genetik britského původu, který získal v roce 2007 Nobelovu cenu za fyziologii a lékařství za výzkum v oblasti embryonálních kmenových buněk a DNA savců.